# Kublai Khan
Kublai Khan TX (anciennement Kublai Khan) est un groupe américain de metalcore, originaire de  Sherman, au Texas.

## Histoire
Kublai Khan auto-publient en 2010 leur premier EP, Youth War. En février 2014, Kublai Khan signent chez Artery Recordings. Le 29 avril 2014, le groupe sort son premier album studio, Balancing Survival and Happiness. Le 27 novembre 2015, Kublai Khan sort son deuxième album New Strenght,,,. En juin 2017, Kublai Khan signent chez Rise Records, et le 29 septembre de la même année publient leur troisième album studio, Nomad,. En 2019, le groupe sort son quatrième album studio, Absolute.
Le groupe annonce en février 2022, la sortie prochaine d'un nouvel EP, Lowest Form of Animal. Il est publié le 1er avril 2022. Le 20 septembre 2024, le groupe sort son cinquième album Exhibition of Prowess.

## Style musical et paroles
Kublai Khan joue un style de metalcore rappelant la scène metal hardcore du début des années 1990 (Integrity, Earth Crisis, All Out War, Hatebreed). Le groupe utilise des breakdowns lourds et lents, des guitares fortement dissonantes et des voix rauques.[réf. nécessaire]
Ils abordent également des questions de conscience sociale telles que le racisme (Color Code, No Kin), les droits de l'homme, le profilage policier violent / la brutalité policière (True Fear), la religion organisée (BC), la dépression (Belligerent), l'anxiété sociale (The Hammer), et la violence contre les femmes et le commerce du sexe (Swan Song).

## Membres
- Matt Honeycutt - voix[5]
- Nolan Ashley – guitare, voix[5]
- Eric English – basse, voix[5]
- Isaac Lamb – batterie[5]
- Jayson Braffett - guitare de tournée[5]

## Discographie

### Albums studio
- 2014 : Balancing Survival and Happiness (Artery)
- 2015 : New Strength (Artery)
- 2017 : Nomad (Rise)
- 2019 : Absolute (Rise)[10]
- 2024 : Exhibition of Prowess (Rise)

### EP
- 2010 : Youth War (auto-publié)[10]
- 2022 : Lowest Form of Animal (Rise)